# Église Saint-Joseph des Brotteaux
L'église Saint-Joseph des Brotteaux se situe dans le quartier des Brotteaux, dans le 6e arrondissement de Lyon, dans le département français du Rhône et la région Rhône-Alpes.

## Description
Cette église du XIXe siècle est située rue Masséna.

## Historique
L'église est d'abord provisoirement construite en 1872 en mâchefer selon les plans de Gaspard André et sera définitivement achevée en 1888. L'église est prolongée jusqu'à la rue Ney en 1930 par l’architecte Louis Mortamet.
La crypte de l'église est prêtée à la paroisse orthodoxe russe de la Protection de la Mère de Dieu, plus vieille paroisse orthodoxe de Lyon fondée en 1924 par les premiers réfugiés politiques russes fuyant le communisme.